# Hochwasserschutzdeich Neuwied

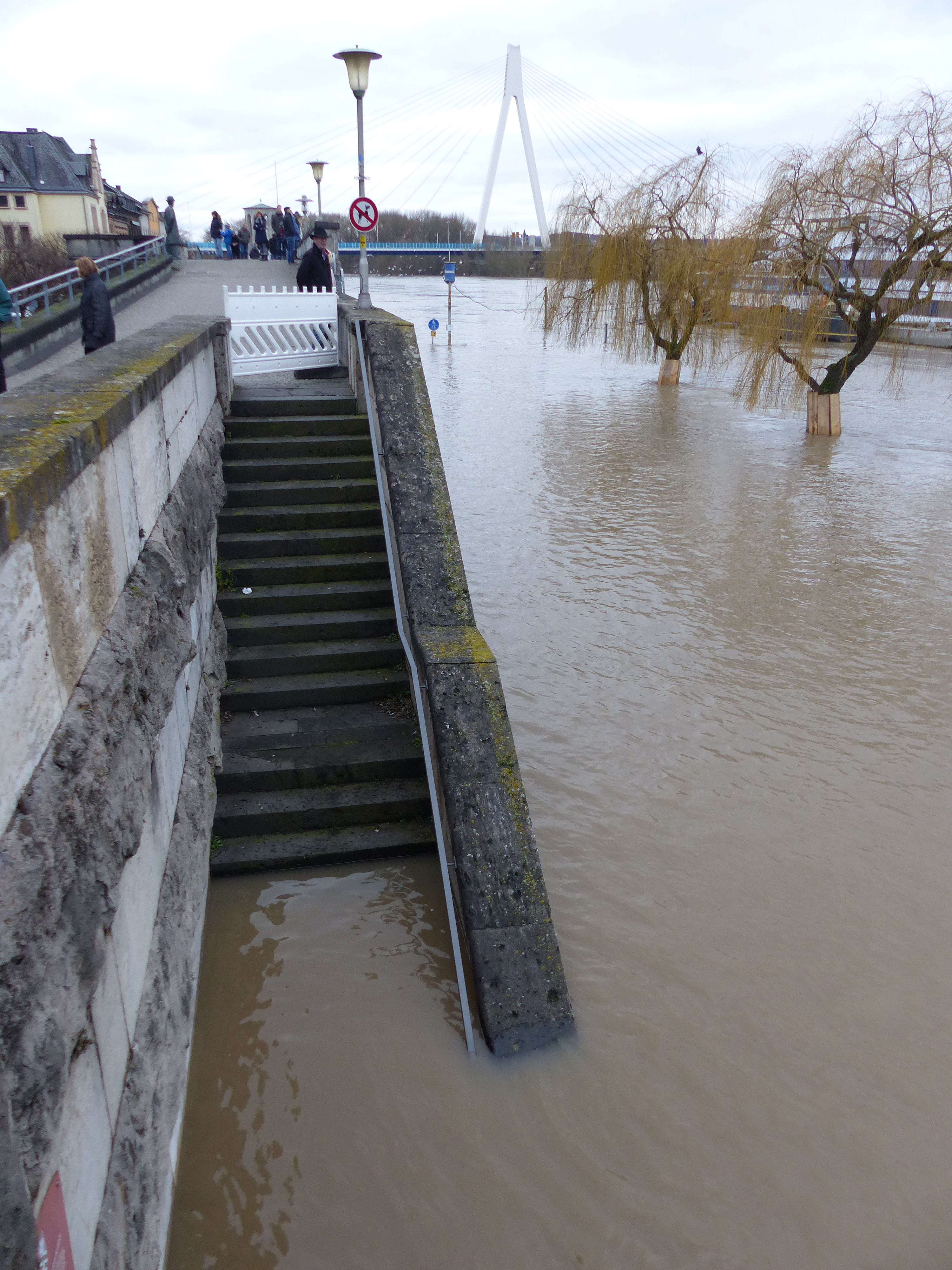
Hochwasserschutzdeich während des Hochwassers im Januar 2018

Der Hochwasserschutzdeich Neuwied ist ein in den Jahren 1928 bis 1931 in Neuwied am Rhein errichtetes Bauwerk und schützt die im Neuwieder Becken niedrig liegende Stadt vor dem Hochwasser des Rheins. Der Initiator dieses Deichs war der damalige Bürgermeister Robert Krups. Das Schutzsystem besteht aus einem ca. 7,5 km langen Deich, von dem ca. 500 Meter eine massive Deichmauer ist.

## Ausgangslage

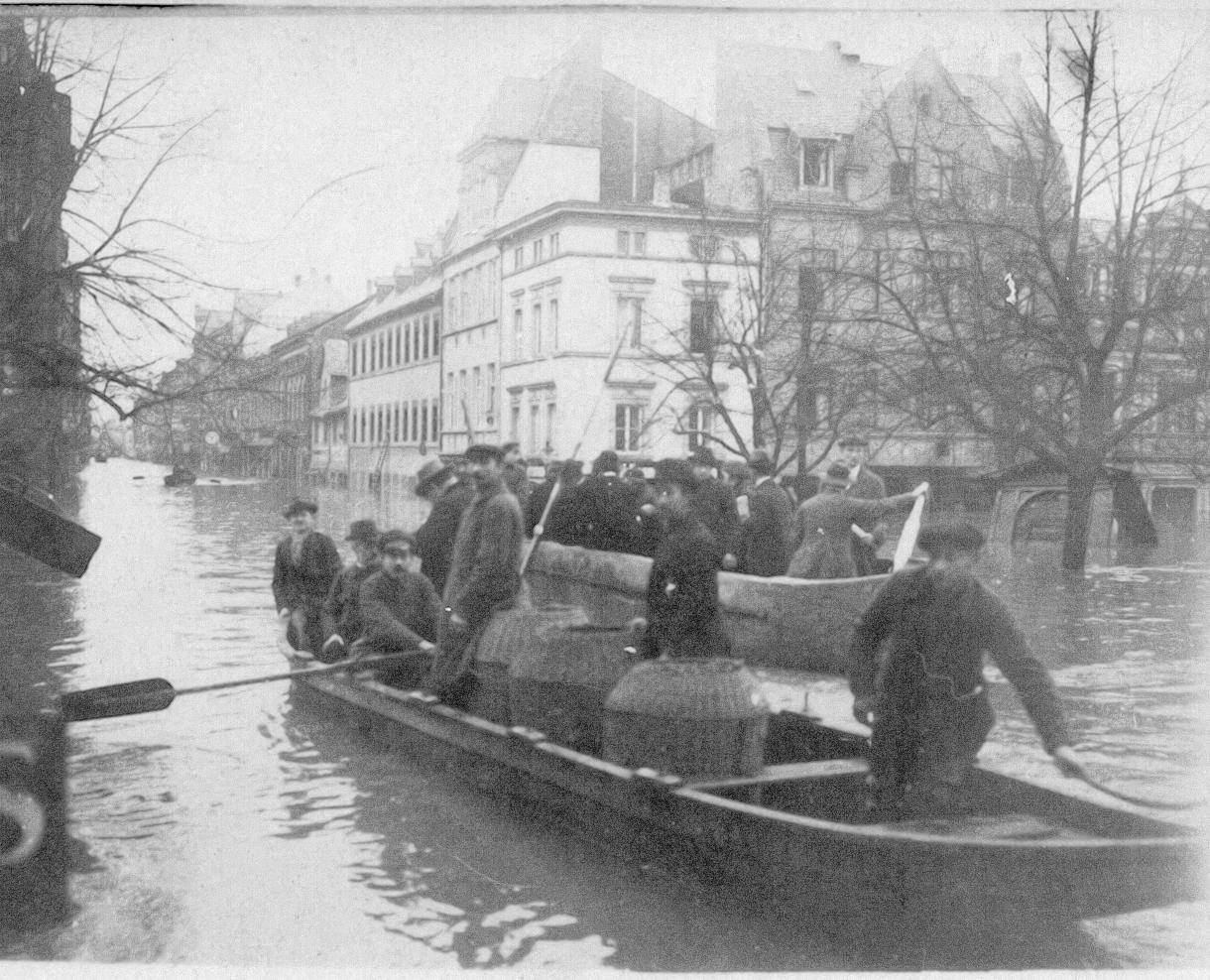
Hochwasser 1920 in der Innenstadt von Neuwied

Seit der Gründung der Stadt Neuwied im 17. Jahrhundert wurden die Bewohner regelmäßig nach der Schneeschmelze am Oberrhein von Hochwassern betroffen, die insbesondere den Kernbereich der Stadt überfluteten. Große Hochwasser in den Jahren 1683, 1741 oder 1784 richteten erheblichen Schaden an und behinderten die Entwicklung der Stadt. Insbesondere die so genannten „Eishochwasser“ im Winter hatten eine zerstörerische Kraft, die auch an den Gebäuden zu erheblichen Schäden führten. Um in der Stadt große Eisschäden zu verhindern, wurde der Vorschlag gemacht, im Bereich des Rheinauer Hofes zwei achtreihige Pappelanpflanzungen zu machen. Im 18. und 19. Jahrhundert gab es, so wie heute, auch Zeiten ohne große Hochwässer. Bereits zu dieser Zeit wurden zwei Deiche errichtet, um den Rheinarm Die Schleidt abzuriegeln. Durch ihn strömte das Wasser von der Landseite Neuwieds in die Stadt.
Ein Auslöser für den Deichbau waren die drei Hochwasser von 1920, 1924 und 1926. Bei dem letzten Hochwasser stand das Wasser drei Meter hoch in der Stadt und der Schaden belief sich auf drei bis fünf Millionen RM. Bürgermeister Krups wurde bei der Initiative zum Bau des Damms durch den damaligen Reichstagsabgeordneten Eduard Verhülsdonk unterstützt.

## Der Bau des Deichs

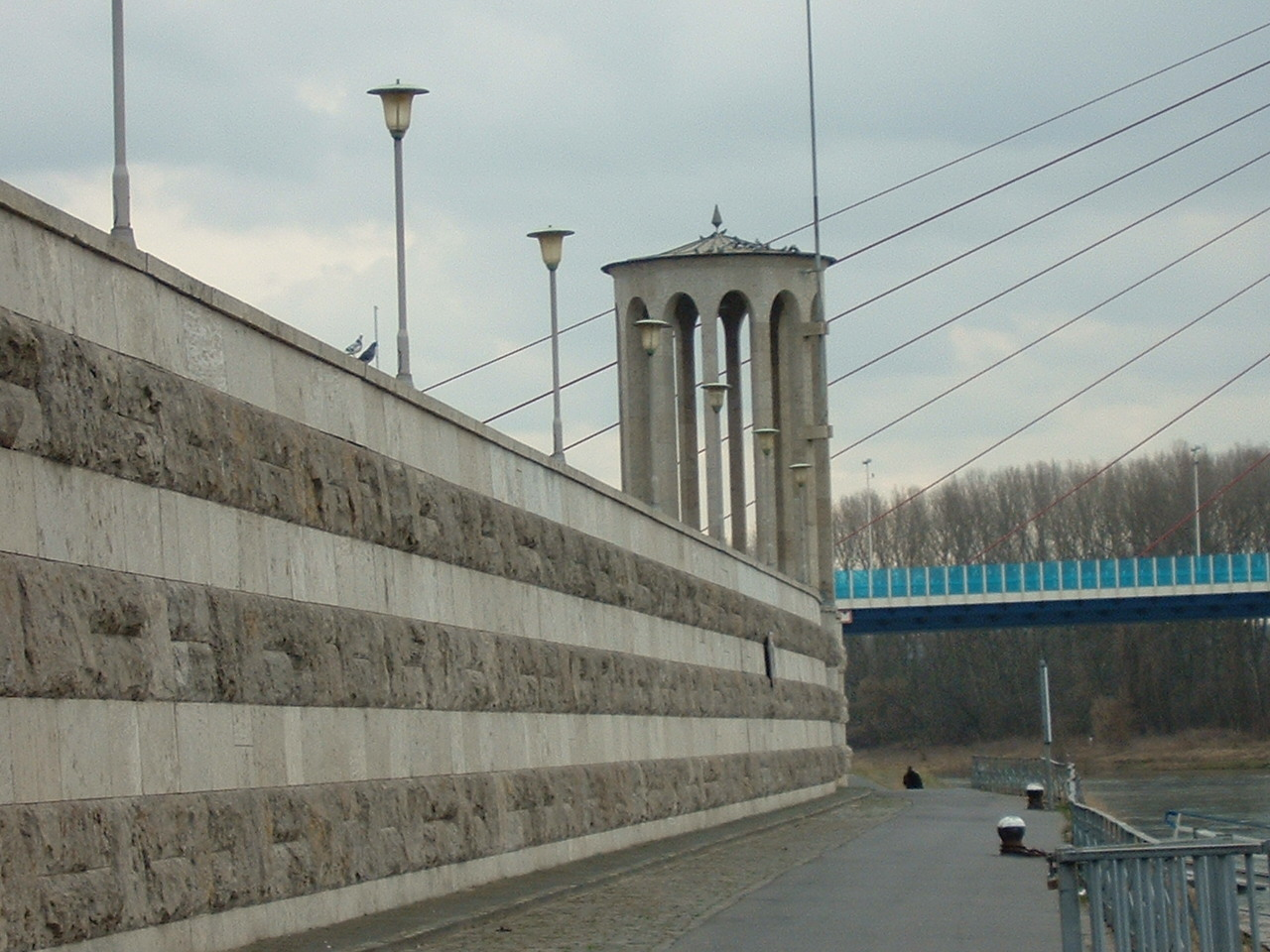
Deichmauer Neuwied mit dem Pegelturm

Der Bau des Deichs war damals eine große ingenieurtechnische Leistung, für den eigens ein Deichbauamt eingerichtet wurde. Insgesamt wurde der Bau mit ca. 200.000 Personentagen geleistet. Die Baukosten beliefen sich auf 7,7 Millionen Reichsmark, von denen die Stadt Neuwied 1,7 Millionen übernahm, die Provinz- und Reichsregierung zahlte einen Zuschuss von 6 Millionen.

## Systembeschreibung

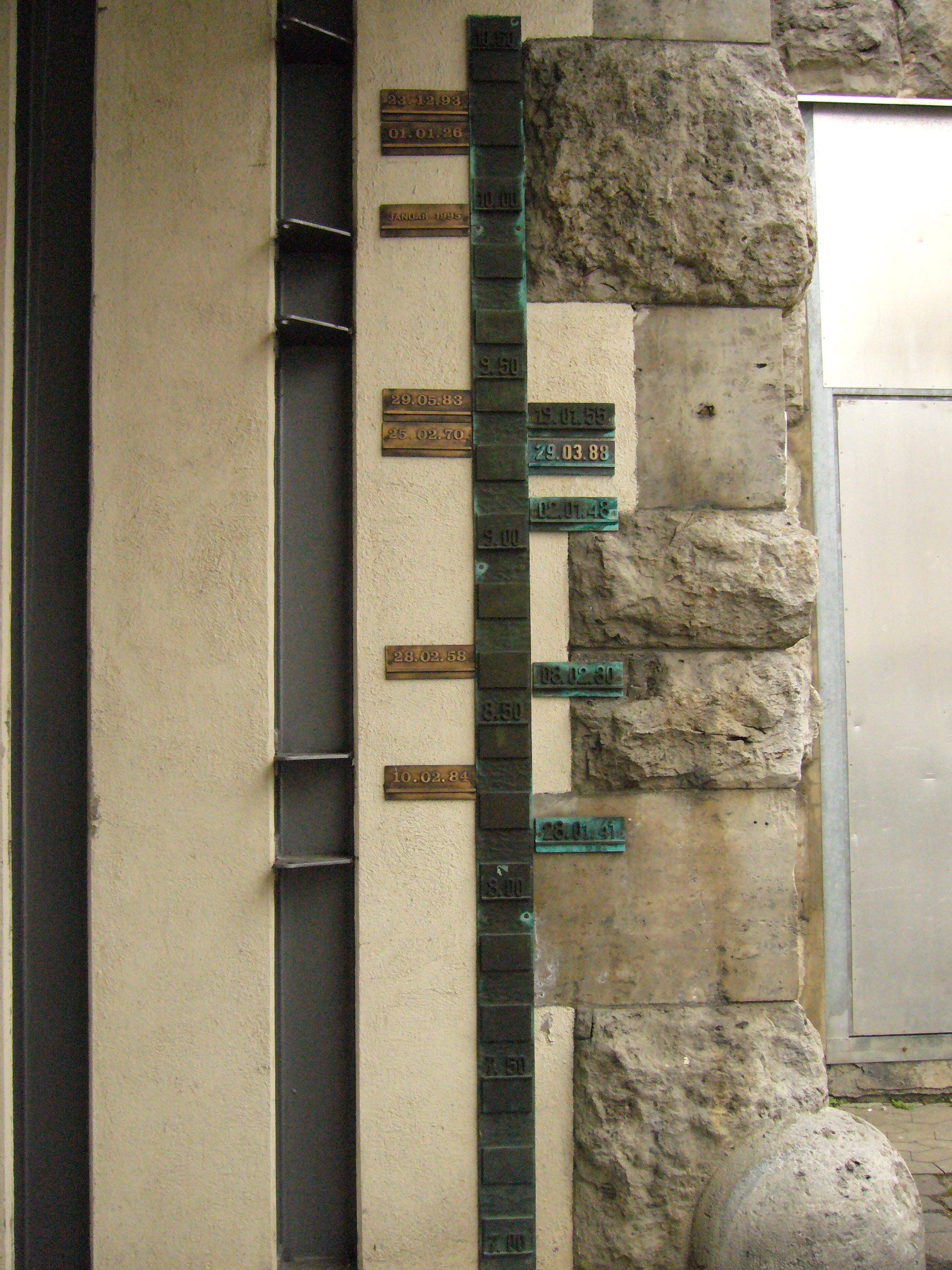
Hochwassermarken beim Deichmuseum

Die Deichhöhe liegt etwa 5 m über dem Rheinuferweg, für die Höhe der Deichkrone wurde ein Pegel von 11,20 m (1 Meter über dem höchsten bekannten Wasserstand von 1928) festgelegt. Der gemauerte Mittelteil des Damms hat drei Deichtore, die nach einem festgelegten Plan geschlossen werden. Weitere Durchlässe liegen an der Kappelstraße, an der Bundesstraße 42 und auf dem Gelände des Rasselsteins. Zwei Quertore sind an der größten Öffnung am Sandkaulerweg sowie im Bereich Dammstraße / Ecke Rheinstraße. Kleinere Verschlüsse befinden sich an den Treppen, die von der Deichmauer zum Rheinufer führen und an der Schlossterrasse. Diese Durchlässe werden nicht mit Toren verschlossen, sondern früher durch doppelte Balkenlagen, die mit Lehm gefüllt wurden, heute werden dafür Stahlkonstruktionen verwendet. Drei Pumpwerke halten den Grundwasserspiegel auf einem bestimmten Niveau. In die Keller der Häuser der Innenstadt dringt ab einem gewissen Rheinpegel Grundwasser ein. Die Standorte der Pumpwerke sind: unter dem Deichmuseum, in der Nähe der Rheinbrücke (Kappelstraße), und auf dem Gelände des Rasselsteins. Die Gesamtförderung aller Pumpen beträgt rund 13 Kubikmeter pro Sekunde. Bei Hochwasser werden verschiedene Dienststellen und Hilfsorganisationen aktiv, die Federführung hat die Feuerwehr Neuwied.

## Der Deich in Zahlen
Zum Bau des Rheindeiches wurden:
- 66.000 m³ Mutterboden abgetragen
- 14.300 m³ Ton und

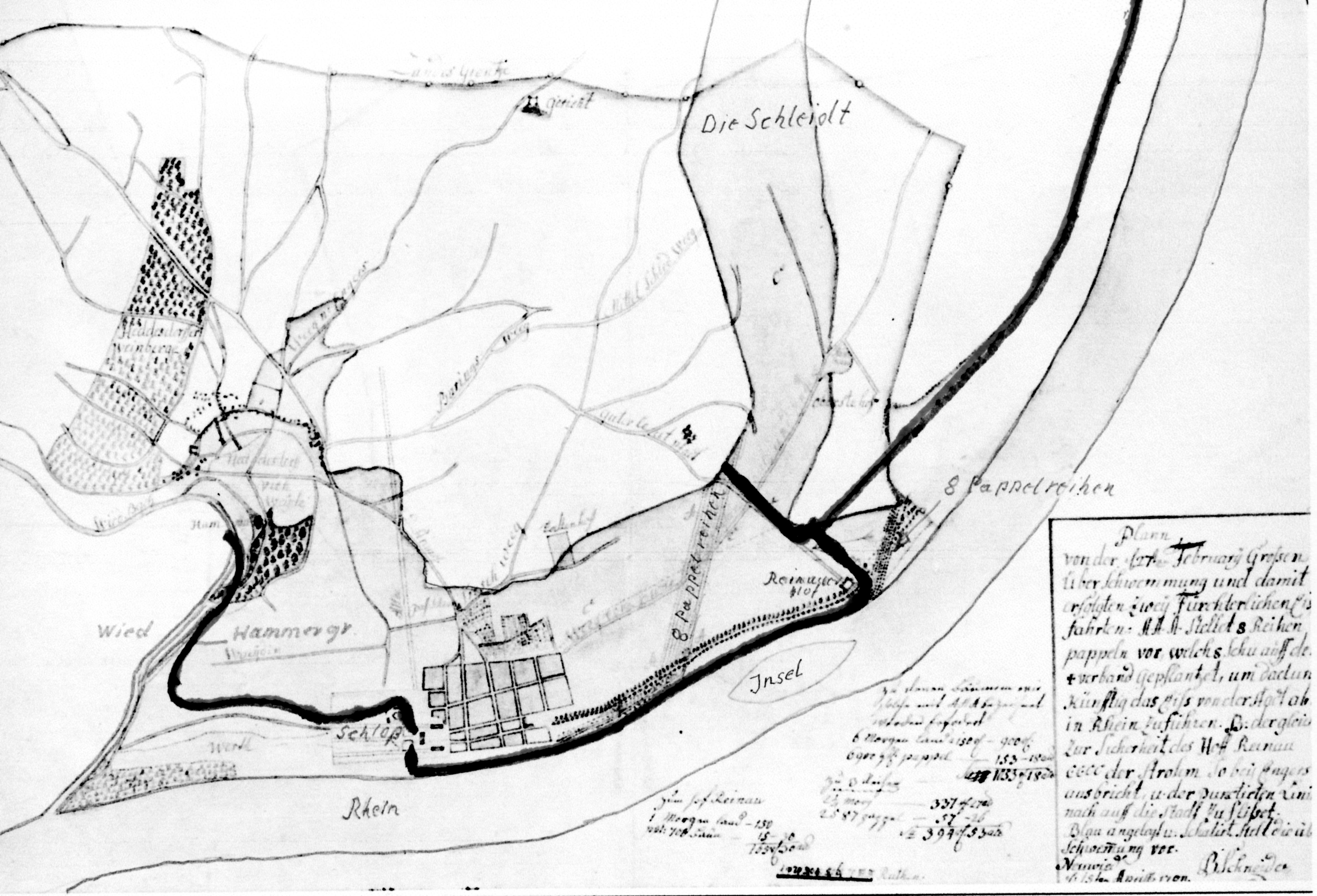
Überflutungsgebiet Schleidt, und Verlauf des Rheindeiches

- 207.000 m³ Hochflutlehm als Kern eingebaut
- Insgesamt wurden 430.000 Tonnen Boden bewegt.
- 90.000 Tonnen Fels wurden an der Wied bei Irlich gesprengt.

Für den Bau der Deichmauer wurden:
- 33.500 Tonnen einheimische Grauwacke, Basalt- und Lavasteine verbaut sowie
- 3.000 Tonnen Würzburger Sandstein für die Verkleidung
- 25.000 m³ Beton
- 7.250 Tonnen Zement und
- 450 Tonnen Trassmörtel.

Damit der Untergrund das Gewicht der Mauer tragen konnte, wurden rund 2.000 Stahlbeton-Pfähle, mit einer Länge von 7,5 – 8,5 m, in den Boden gerammt und 1.260 Tonnen Spundwand verbaut, die bis zu 11 Meter tief reicht.
Am Bau waren 25 Baufirmen und 90 Lieferfirmen beteiligt. An dem Deichrestaurant arbeiteten weitere 60 Firmen mit.
Während der Bauzeit wurden 2.450 Notstandsarbeiter beschäftigt, die rund 180.000 Tagewerke leisteten.
- Gesamtlänge des Deiches: 7,5 Kilometer.

## Bewährung

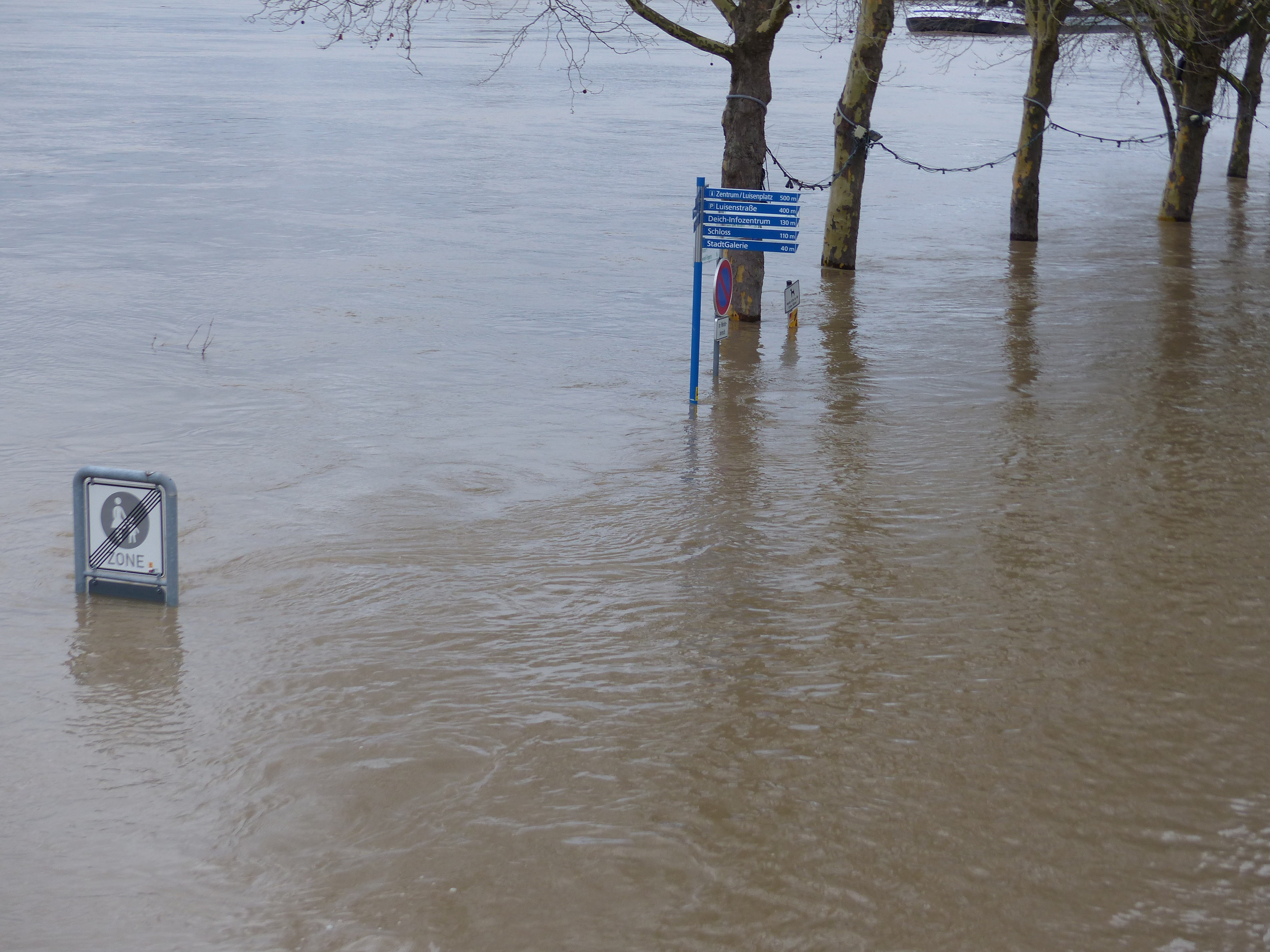
Blick vom Deich auf die überflutete Uferstraße (2018)

Der Deich hat seit der Fertigstellung im Jahr 1931 die Innenstadt von Neuwied vor Hochwassern bewahrt. Das seitdem höchste Hochwasser am Pegel Neuwied am 23. Dezember 1993 wurde mit 10,28 m gemessen und lag damit etwa 90 cm unterhalb der Deichkrone.

## Deichinformationszentrum
Als technisches Museum und Dauerinformation eines bestehenden Deichschutzsystems am Rhein wurde die Ausstellung „Deichinformationszentrum Neuwied“ der Öffentlichkeit zugänglich gemacht.

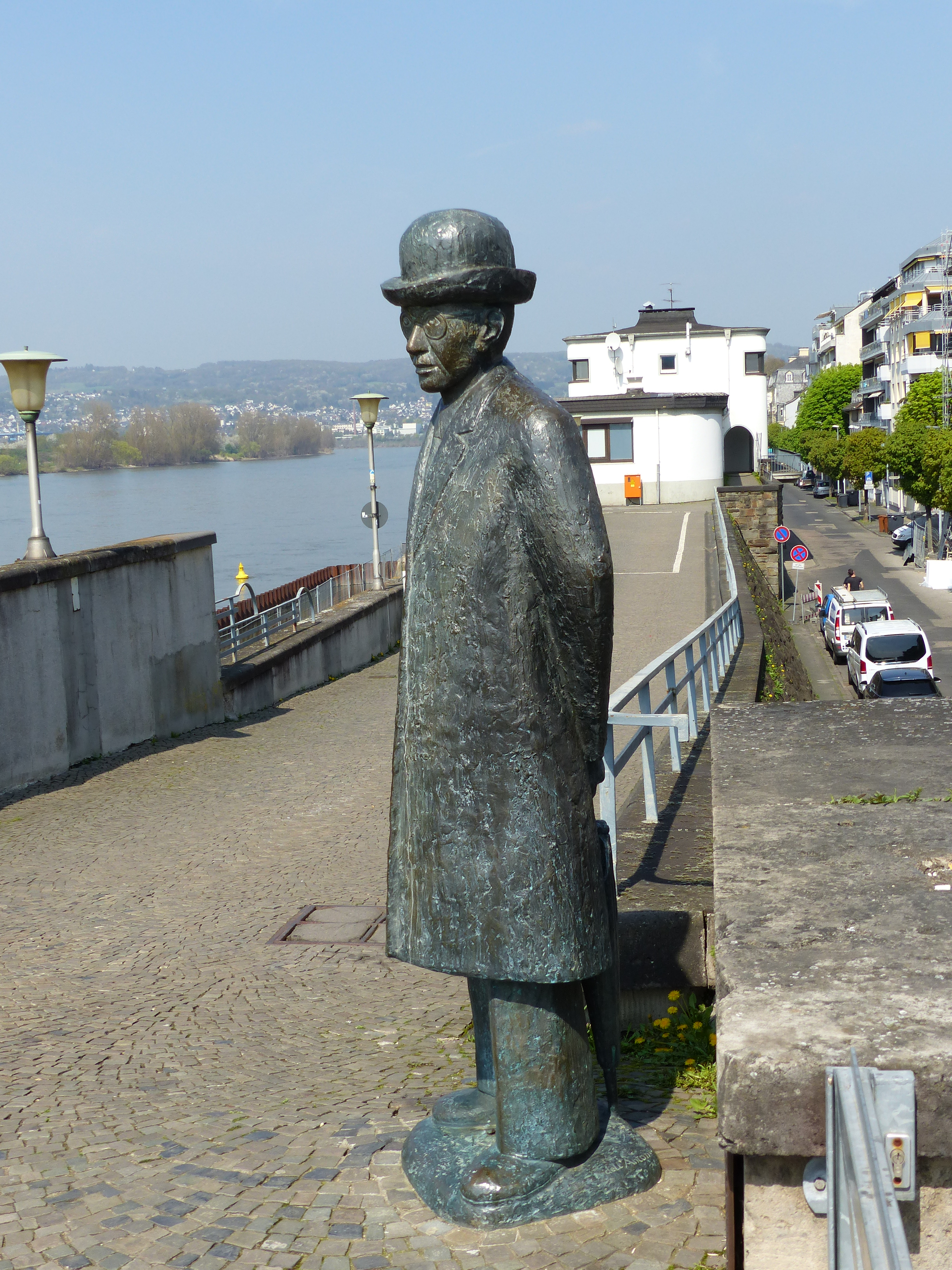
Denkmal für Robert Krups, „Deichkrone“ im Hintergrund
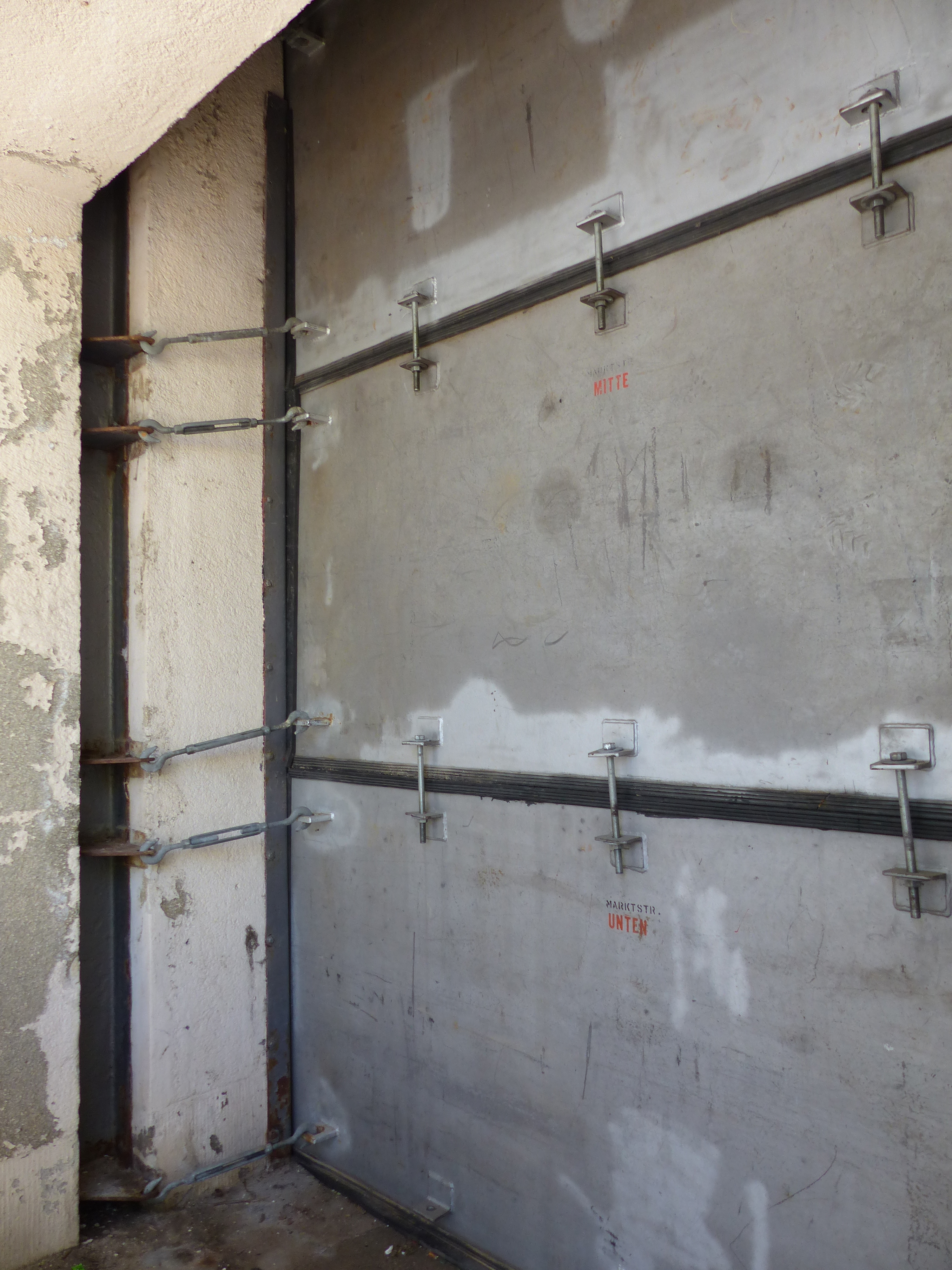
Geschlossenes Deichtor (Marktstraße)
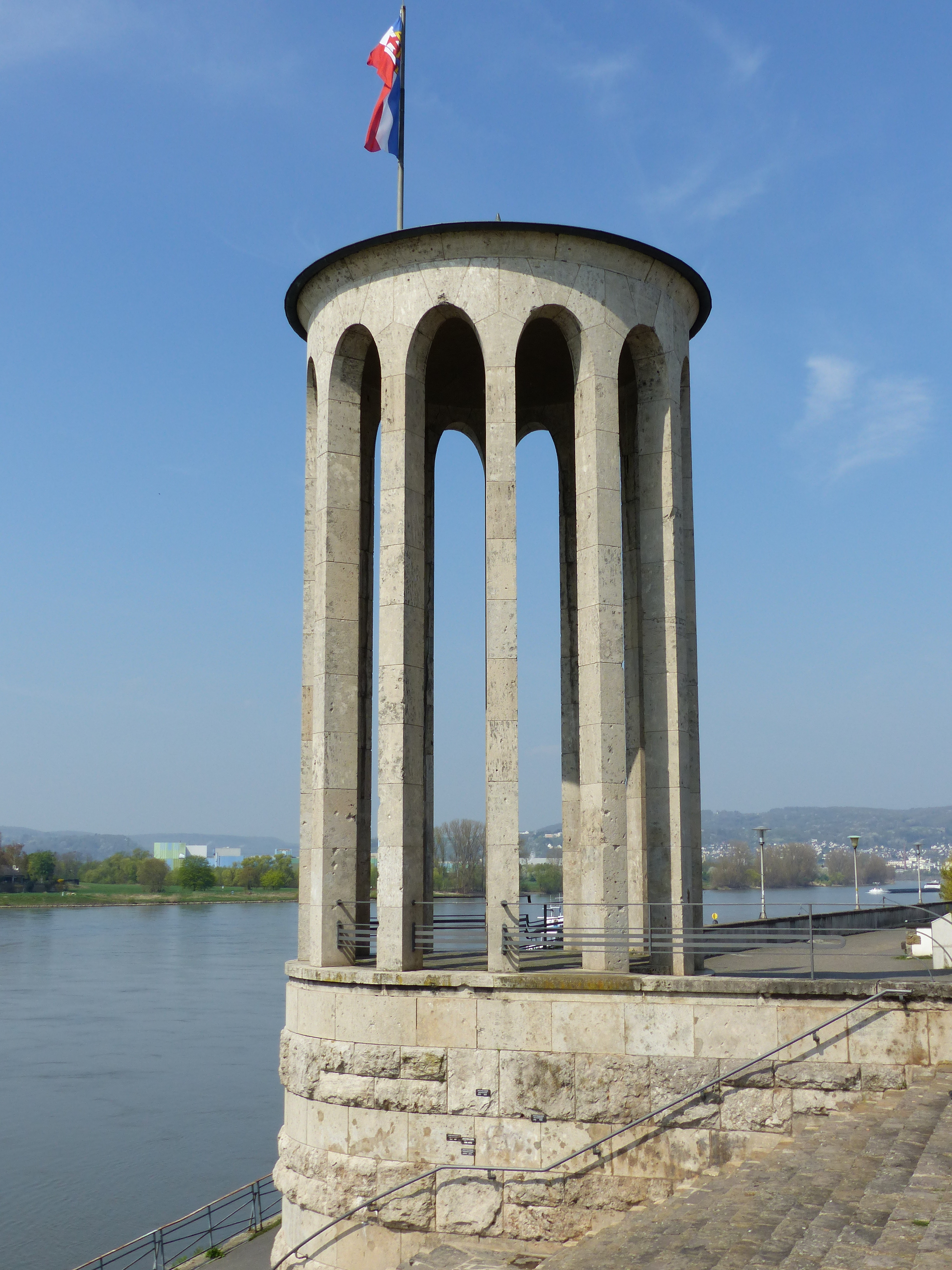
Pegelturm
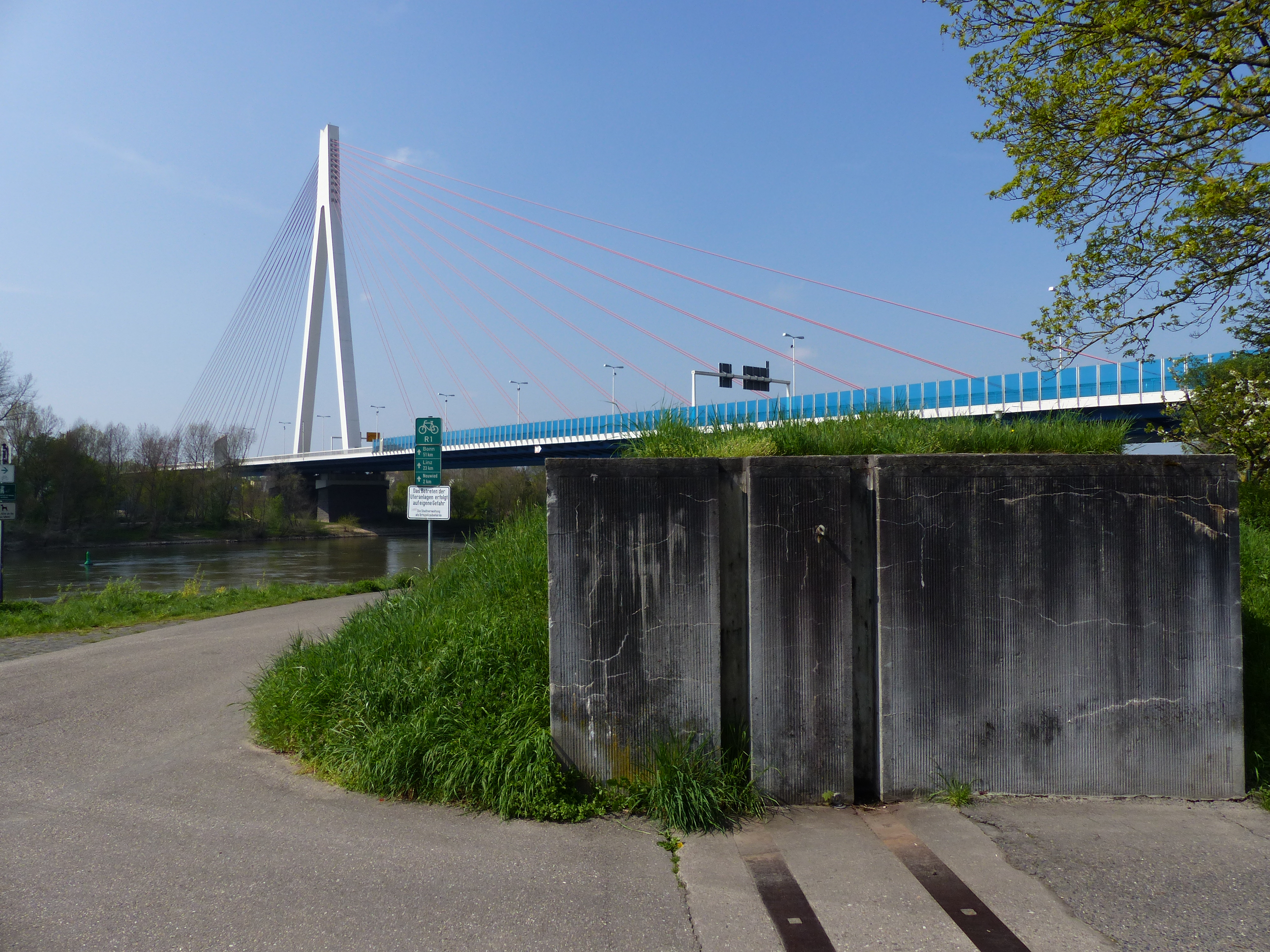
Durchlass bei der Kreuzung Rheinstr./Kappelstr.